# Rumiana Petkova
Rumiana Rumenova Petkova –en búlgaro, Румяна Руменова Петкова– (15 de octubre de 1982) es una deportista búlgara que compitió en halterofilia. Ganó dos medallas en el Campeonato Europeo de Halterofilia, plata en 2003 y bronce en 2005.

## Palmarés internacional
| Campeonato Europeo | Campeonato Europeo | Campeonato Europeo | Campeonato Europeo |
| Año                | Lugar              | Medalla            | Categoría          |
| ------------------ | ------------------ | ------------------ | ------------------ |
| 2003               | Lutraki (Grecia)   | Medalla de plata   | 75 kg              |
| 2005               | Sofía (Bulgaria)   | Medalla de bronce  | 75 kg              |